# Руский селянин
«Руский Селянин» — популярна політико-освітня і господарська газета.
Виходила у Львові у 1903—1906 роках, спершу двічі, пізніше тричі на місяць. Редакція містилася в будинку на вулиці Театинській, 15 (нині — вулиця Максима Кривоноса).
Редактори — Ж. Гольоб і В. Дем'янчук.